# Cambrai Mountain
Cambrai Mountain är ett berg i Kanada.   Det ligger i provinsen Alberta, i den centrala delen av landet, 3 100 km väster om huvudstaden Ottawa. Toppen på Cambrai Mountain är 3 125 meter över havet, eller 486 meter över den omgivande terrängen. Bredden vid basen är 7,0 km.
Terrängen runt Cambrai Mountain är huvudsakligen bergig.Trakten runt Cambrai Mountain är nära nog obefolkad, med mindre än två invånare per kvadratkilometer.. Det finns inga samhällen i närheten. 
Trakten runt Cambrai Mountain består i huvudsak av gräsmarker.